# Progressieve Partij (IJsland)
De Progressieve Partij (IJslands: Framsóknarflokkurinn) is een agrarisch-liberale partij in IJsland.
De Progressieve Partij (FSF) ontstond in de periode december 1916 - januari 1917 toen de Boerenpartij (Bændaflokkur) fuseerde met een liberale groep rond Jónas Jónsson en de Onafhankelijke Boeren (Óháðir bændur).
De partij richt zich vooral op onafhankelijke boeren en boeren die aangesloten zijn bij de diverse IJslandse Coöperatieve Genootschappen (SÍS).
Omdat de partij een typische centrumpartij is neemt de FSF deel aan veel coalities, of dit nu coalities zijn met de centrumrechtse Onafhankelijkheidspartij of de centrumlinkse coalities met de Arbeiderspartij en de Volksalliantie.

## Verkiezingen voor hetParlement van IJsland¹
| Jaar         | Stemmenpercentage | Parlementsleden |
| ------------ | ----------------- | --------------- |
| 1919         | 22.2%             | 10              |
| 1922*        | 27.1%             | 1               |
| 1923         | 26.6%             | 13              |
| 1926*        | 25.0%             | 1               |
| 1927         | 29.8%             | 17              |
| 1930*        | 31.4%             | 1               |
| 1931         | 35.9%             | 21              |
| 1933         | 23.9%             | 14              |
| 1934         | 21.9%             | 18              |
| 1937         | 24.9%             | 21              |
| Juli 1942    | 27.6%             | 20              |
| Oktober 1942 | 26.6%             | 15              |
| 1946         | 23.1%             | 13              |
| 1949         | 24.5%             | 17              |
| 1953         | 21.9%             | 18              |
| 1956         | 15.6%             | 17              |
| Juni 1959    | 27.2%             | 19              |
| Oktober 1959 | 25.7%             | 17              |
| 1963         | 28.2%             | 19              |
| 1967         | 28.1%             | 18              |
| 1971         | 25.3%             | 17              |
| 1974         | 24.9%             | 17              |
| 1978         | 16.9%             | 12              |
| 1979         | 24.9%             | 17              |
| 1983         | 19.0%             | 14              |
| 1987         | 18.9%             | 13              |
| 1991         | 18.9%             | 13              |
| 1995         | 23.3%             | 15              |
| 1999         | 18.4%             | 12              |
| 2003         | 17,7%             | 12              |
| 2007         | 11,7%             | 7               |
| 2009         | 14,8%             | 9               |
| 2013         | 24.43%            | 19              |
| 2016         | 11,5%             | 8               |
| 2017         | 10,8%             | 8               |

¹In 1922*, 1926* en 1930* werden er extra verkiezingen gehouden omdat het aantal zetels van het Alding (het IJslandse parlement) werd uitgebreid.

## Voorzitters van de FSF
- Ólafur Briem (1916-1920)
- Svein Ólafsson (1920-1922)
- Þorleifur Jónsson (1922-1928)
- Tryggvi Þorhallsson (1928-1932)
- Ásgeir Ásgeirsson (1932-1933)
- Sigurður Kristinsson (1933-1934)
- Jónas Jónsson (1934-1944)
- Hermann Jónasson (1944-1962)
- Eysteinn Jónsson (1962-1968)
- Ólafur Jóhannesson (1969-1971)
- Þórarinn Þráinsson (1971 -1979)
- Steingrímur Hermannsson (1979-1994)
- Halldór Ásgrímsson (1994-2006)
- Jón Sigurðsson (2006-2007)
- Guðni Ágústsson (2007-2008)
- Valgerður Sverrisdóttir (2008-2009)
- Sigmundur Davíð Gunnlaugsson (2009-2016)
- Sigurður Ingi Jóhannsson (2016-)